# ستيفن كريستيان
ستيفن كريستيان (بالإنجليزية: Stephen Christian)‏ هو مغني وكاتب أغاني أمريكي، ولد في 28 يوليو 1980 في كالامازو في الولايات المتحدة.

## وصلات خارجية
- ستيفن كريستيان على موقع ميوزك برينز (الإنجليزية)
- ستيفن كريستيان على موقع أول ميوزيك (الإنجليزية)
- ستيفن كريستيان على موقع ديسكوغز (الإنجليزية)